# Aixa de la Cruz Ventosa
Aixa de la Cruz Regúlez (Bilbao, 7 de abril de 1988) es una escritora y dramaturga española, doctora en Teoría de la literatura y Literatura Comparada, y considerada una de los cinco talentos precoces en el mundo del arte español por la revista digital mujerhoy.com.

## Trayectoria
Desde muy pequeña, Aixa de la Cruz manifestó inquietudes por la música, la danza y la literatura. Realizó estudios de baile y de piano y, en el instituto, comenzó escribiendo artículos y cuentos. En 2006, con apenas 18 años, fue seleccionada para formar parte de la 5ª promoción de jóvenes creadores de la Fundación Antonio Gala por su novela Tempestad. Esta beca le permitió hacer una estancia en Córdoba y escribir su primera novela Cuando fuimos los mejores, retratando el universo adolescente. Esta obra refleja los conflictos del narcisismo herido por las problemáticas sociales, familiares y sexuales propias de esta etapa.
Estudió Filología Inglesa en la Universidad de Educación a Distancia (UNED) y en 2009 fue becada por la Fundación Caixa Galicia y publicó De música ligera. Ese mismo año quedó finalista en los certámenes Margarita Xirgu y Madrid Sur por su obra dramática I Don't Like Mondays.[cita requerida] Ha sido dos veces finalista del Premio Euskadi de Literatura: la primera, en 2008, por la novela Cuando fuimos los mejores y, en 2010, por De música ligera.
Su libro de relatos Modelos animales, publicado en 2015, está marcado por su etapa en México y por las experiencias y vivencias de violencia cotidiana que experimentó entre 2011 y 2014. Durante esos años también escribió relatos para diferentes publicaciones y resultó ganadora del certamen de cuento español "Cosecha Eñe" por su relato Famous Blue Raincoat. También ha colaborado en diversas antologías como Última temporada (2013), Bajo treinta (2013) y Best European Fiction 2015 (Dalkey Archive, 2014), selección en lengua inglesa de narradores europeos.
Algunas de sus obras han sido llevadas al teatro. En 2012 I Don't Like Mondays se presentó en México dentro de la Semana Internacional de la Joven Dramaturgia de Monterrey. Y en 2017, Pablo Iglesias Simón hizo un montaje de Modelos Animales, protagonizada por la actriz Nieves de Medina.
Realizó su tesis doctoral sobre la representación de la tortura en las series estadounidenses tras los atentados del 11 de septiembre de 2001. El bagaje ensayístico que adquirió es notorio en su novela En la línea del frente, publicada también en 2017. En esta novela aborda el conflicto vasco y trata de explicar cómo fue crecer en el País Vasco para las personas que nacieron a finales de los años 80.
Formó parte del elenco de escritoras que seleccionaron Edurne Portela y José Ovejero para realizar Vida y ficción, un documental donde tratan de averiguar qué mueve a las escritoras y a los escritores a escribir. Y en 2018 ha participado en la publicación Frankenstein resuturado, la edición que ha realizado Fernando Marías con motivo del 200 aniversario de la publicación de los primeros ejemplares de Frankenstein, el moderno Prometeo de Mary Shelley.
Ha vivido en varias ciudades: Bilbao, Madrid, Montreal o México, lugares donde se ambientan muchos de sus cuentos y novelas, y que muestran la gran influencia que han tenido en su literatura su paso por ellas. Imparte talleres literarios, escribe una columna mensual sobre asuntos de género en el Periódico de Bilbao, y como parte de su labor académica, analiza textos narrativos de toda índole, pero sobre todo series de televisión.

## Obras

### Novela
- 2007 – Cuando fuimos los mejores. Editorial Almuzara. ISBN 978-8496710962.[26]
- 2009 – De música ligera. 451 Editores. ISBN 978-8496822801.[27]
- 2017 – La línea del frente. Salto de Página. ISBN 978-8416148554.[28]
- 2019 – Cambiar de idea. Caballo de Troya. ISBN 978-8417417109.[29]
- 2022 – Las herederas. Alfaguara. ISBN  9788420432380.[30]
- 2025 – Todo empieza con la sangre. Alfaguara. ISBN 9788410299825. [31]

### Cuento
- 2015 – Modelos animales. Salto de Página. ISBN 978-8416148172.[32]

### Antologías
- 2013 – Última temporada. Lengua de Trapo.[33]
- 2013 – Bajo treinta. Salto de Página.[34]
- 2015 – Best European Fiction. Dalkey Archive.[35]
- 2018 – Frankestein resuturado. Alrevés.[36]
- 2019 - Asalto a Oz. Editorial Dos Bigotes.[37]
- 2019 – Tranquilas: Historias para ir solas por la noche. ISBN 978-84-264-0703-0.

### Documentales
- 2017 – Vida y ficción. Dirección, José Ovejero y guion Ovejero y Edurne Portela.[38]

## Premios y reconocimientos
- Premio Euskadi de Literatura en castellano 2020 por su obra "Cambiar de idea".[39]
- Premio Librotea Tapado 2020 por su memoria "Cambiar de idea".[40]
- Finalista Premio Euskadi de Literatura 2008 por su novela "Cuando fuimos los mejores".[41]
- Finalista Premio Euskadi de Literatura 2010 por su novela "De música ligera".[42]
- Premio en el XXIX Certamen Literario Internacional de Poesía y Cuento Barcarola en su modalidad de Cuento, con el relato titulado Brujas (2014).[43][44]
- Premio Cosecha Eñe 2014, con el cuento Famous Blue Raincoat.[45]